# Heather Samuel
Heather Barbara Samuel (6 luglio 1970) è un'ex velocista antiguo-barbudana.
Le sue specialità sono le gare di velocità, principalmente 100 m, 200 m e staffetta 4x100 m.

## Biografia
Studiò negli Stati Uniti alla Murray State University e vanta ben tre vittorie NCAA sia nei 55 metri (specialità praticata solo negli USA) che nei 200 metri, ottenute tutte negli stessi anni (1992, 1993 e 1994).
Nelle competizioni internazionali non vanta invece grandi risultati. Lei e Sonia Williams sono le principali atlete della squadra di Antigua e Barbuda.